# Marmaduke Grove

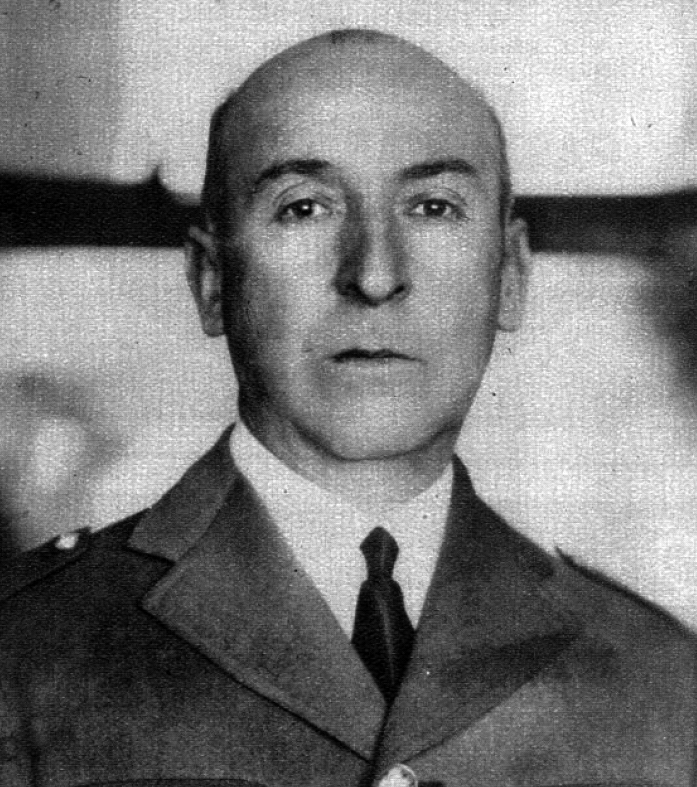
Kolonel Marmaduke Grove (1878-1954)

Marmaduke Grove Vallejo (Copiapó, 16 juli 1878 – Santiago, 15 mei 1954) was een Chileens militair en socialistisch politicus. Hij was betrokken bij verschillende staatsgrepen en samenzweringen tegen diverse regeringen en presidenten.

## Biografie
Hij was de zoon van de advocaat José Marmaduke Grove Abalos en Ana Vallejo Burgoa. Zijn ouders hadden linkse sympathieën en zijn vader behoorde tot de radicale partij. Vanwege diens activiteiten voor de tegenstanders van de regering van president José Manuel Balmaceda werd hij in 1891 verbannen.
Grove bezocht na zijn lagere schooljaren het lokale lyceum en werd in 1892 toegelaten tot de Chileense marine academie. Kort voor het voltooien van zijn opleiding was hij betrokken bij een opstand van studenten aan de academie en werd geschorst. In 1897 werd hij echter toegelaten tot de militaire academie en voltooide zijn opleiding met goed gevolg. Op de militaire academie waren Carlos Ibáñez del Campo en Arturo Puga Osorio zijn klasgenoten. Na zijn studie werd Grove onderluitenant en in 1906 werd hij naar Duitsland gezonden om zich verder te bekwamen als artillerist. In 1911 keerde hij naar Chili terug en in 1912 werd hij lid van de Oorlogsacademie. Later werd hij overgeplaatst naar het garnizoen van Tacna waar hij tot 1917 bleef.
Van 1920 tot 1924 was hij onderdirecteur van de Oorlogsacademie. Met de rang van kolonel werd hij in 1925 geplaatst aan het hoofd van de (nieuw opgerichte) Militaire Luchtvaartschool.

### Politieke activiteiten
Op 3 september 1924 onderbraken Grove en 56 collega-officieren een zitting van de Senaat en eisten dat een voorgenomen salarisverlaging voor officieren ongedaan zou worden gemaakt. Een dag later werd hij lid van het militaire comité dat zichzelf zag als belangenbehartiger van de officieren. Als hoofd van een delegatie van het militaire comité bezocht hij het presidentieel paleis om de eisen van de officieren aan president Arturo Alessandri voor te leggen. De eisen waren naast het terugdraaien van de salarisverlaging ook een hervorming van de grondwet en de inkomstenbelasting. Aanvankelijk weigerde Alessandri in te gaan op de eisen van het militaire comité, maar toen duidelijk werd dat ook officieren van de marine zich achter het comité hadden geschaard, vertrok Alessandri op 10 september 1924 naar het buitenland. (Hij trad overigens niet af.) Een Junta van de Regering (Junta de Gobierno) werd gevormd waarin Grove zitting nam. Naast Grove hadden nog meer militairen zitting, waaronder Ibáñez. Generaal Luis Altamirano werd benoemd tot voorzitter van de Junta. De nieuwe machthebbers kondigden meteen de staat van beleg af en ontbonden het parlement. De Junta was geen homogeen gezelschap en al spoedig kwam het tot conflicten tussen de behoudende leiding van de Junta onder generaal Altamirano en de hervormingsgezinde Grove en Ibáñez. Grove en Ibáñez verloren al gauw hun zetels in de Junta en Grove werd als militair attaché naar Stockholm, Zweden. Kort daarop werd de Junta ontbonden en kwam er een einde aan het militaire bewind. Grove bleef echter in het buitenland.
In 1927 werd Ibáñez president van Chili en benoemde Grove tot militair attaché in Londen. Ibáñez regeerde als een dictator, wat leidde tot een verwijdering tussen Grove en de president. Vanuit zijn nieuwe standplaats nam hij contact op met oud-president Alessandri en samen met hem begon Grove en samenzwering tegen de regering van Ibáñez. Later voegden zich enkele andere militairen bij de samenzweerders en in 1929 sloten zij het zogenaamde "pact van Calais" met als doel het herstel van de democratie in Chili. Geheime agenten van Ibáñez ontdekten echter het complot en op aandrang van Ibáñez werd Grove door de Britse regering uitgewezen. Hij werd door president Ibáñez uit militaire dienst ontslagen en vestigde zich Buenos Aires.

### Socialistische Republiek Chili

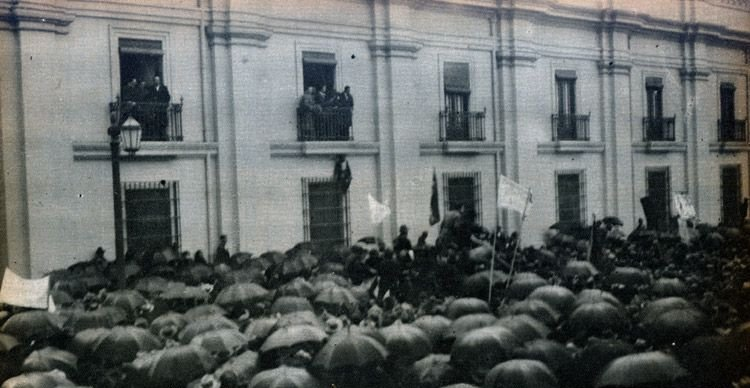
De proclamatie van de Socialistische Republiek Chili op 12 juni 1932

Na de val van Ibáñez in 1931 keerde Grove naar Chili terug en werd weer opgenomen in het leger. President Juan Esteban Montero benoemde hem tot bevelhebber van de luchtmacht. Grove sloot zich wederom aan bij een groep samenzweerders met als doel de regering van Montero omver te werpen. Op 4 juni 1932 pleegden de samenzweerders een staatsgreep en maakten een einde aan de regering-Montero. Een nieuwe Junta werd opgezet en de Socialistische Republiek Chili (República Socialista de Chile) werd uitgeroepen. De nieuwe regering voerde verregaande hervormingen door niet alleen op veel verzet stuitten bij de gevestigde orde, maar  ook bij sommige andere leden van de Junta. Op 16 juni pleegde Carlos Dávila met behulp van enkele militairen een staatsgreep en liet Grove en andere links-georiënteerde officieren naar het Paaseiland verbannen.
Na de val van de socialistische republiek in september 1932 kon Grove vanuit zijn ballingsoord naar Santiago terugkeren. Hij stelde zich kandidaat voor de presidentsverkiezingen van dat jaar. Bij die verkiezingen werd hij tweede en eindigde achter Alessandri met 17,7% van de stemmen.
Op 19 april 1933 was hij met Oscar Schnake, Salvador Allende en Carlos Alberto Martínez een van de oprichters van de Partido Socialista de Chile (Socialistische Partij van Chili). Van 1939 tot 1943 was hij secretaris-generaal van de socialistische partij. Hij was daarnaast betrokken bij de totstandkoming van het Frente Popular (Volksfront), het samenwerkingsverband van centrumlinkse en linkse politieke partijen en was kandidaat voor het voorzitterschap van het Volksfront. In 1938 werden de presidentsverkiezingen gewonnen door Pedro Aguirre Cerda, de kandidaat van het Volksfront.
In 1943 trad hij uit de Partido Socialista en richtte de Partido Socialista Auténtico (Authentieke Socialistische Partij) op.
Van 1934 tot 1949 was Marmaduke Grove senator voor de socialisten. Na het verlies van zijn zetel in de Senaat in 1949, trad hij uit het openbare leven terug. Hij in mei 1954 op 75-jarige leeftijd in Santiago.